# Egyptens tjugoandra dynasti
Egyptens tjugoandra dynasti varade omkring 945-712 f.Kr. Dynastin räknas oftast till den Tredje mellantiden i det forntida Egypten. Faraonerna av den tjugoförsta dynastin delade makten över Egypten med den tjugotredje dynastin och möjligen helt eller delvis även med den tjugoförsta dynastin.